# Kurt Björk
Kurt Emil Björk, född 20 april 1938 i Karleby, död 19 april 2010 i Vasa, var en finländsk målare.
Björk genomgick Konstindustriella läroverket i Helsingfors 1957–1960 och ställde första gången ut 1965. Han arbetade i början av 1960-talet med blandtekniker i en abstrakt, informalistisk stil och skildrade ett decennium senare glesbygdsproblemen i Österbotten och den stora utvandringen till Sverige med övergivna hus och hemman som följd. Denna period följdes av ett mera lyriskt landskaps- och naturmåleri med vinterlandskap, kalhyggen och djurskildringar. Människoavbildningar ingår även t.ex. i jaktbilder.
Björk deltog aktivt i konstpolitiken och talade för konstnärernas förbättrade villkor bl.a. i egenskap av medlem i statens bildkonstkommission i slutet av 1970- och början av 1980-talet. En retrospektiv utställning av hans konst åren 1968–1988 hölls i Vasa konsthall 1988.